# Gilbert Rovère
Gilbert „Bibi“ Rovère (* 29. August 1939 in Toulon; † 13. März 2007 in Menton) war ein französischer Jazzmusiker (Kontrabass, Violoncello).
Rovère wuchs in Nizza auf, wo er auch ab 1954 das Konservatorium besuchte. Er wurde Teil der dortigen Jazzszene und spielte 17-jährig auf dem Festival von San Remo. 1956 zog er nach Paris, wo er in den Jazzclubs arbeitete. 1957 nahm er mit Barney Wilen auf. In den nächsten Jahren begleitete er Duke Ellington, Sonny Rollins, oder Billie Holiday (mit Mal Waldron). Zwischen 1962 und 1974 war er immer wieder Bestandteil der Combos von Martial Solal (Son 66). 1962–63 trat er mit Bud Powell, Kenny Drew, Johnny Griffin, Dexter Gordon und Kenny Clarke auf. 1964–65 spielte er mit Art Simmons und Jean-Luc Ponty auf dessen erstem Album Jazz Long Playing. Außerdem arbeitete er in dieser Zeit mit den Swingle Singers, René Thomas und kurz bei Cannonball Adderley.
1972 begleitete er die Sängerin Alice Darr, 1974 Al Haig auf dessen Album Invitation; 1978 zog er sich aus dem Musikleben zurück, um acht Jahre später aktiv zu werden, etwa mit Bud Shank und mit Jackie McLean. 1990 wirkte er auf Steve Grossmans Album My Second Prime mit.
1966 erhielt er den Prix Django Reinhardt.